# Мейплтон (переписна місцевість, Мен)
Мейплтон (англ. Mapleton) — переписна місцевість (CDP) в США, в окрузі Арустук штату Мен. Населення — 623 особи (2020).

## Географія
Мейплтон розташований за координатами 46°40′51″ пн. ш. 68°9′4″ зх. д. / 46.68083° пн. ш. 68.15111° зх. д. (46.680699, -68.151203).  За даними Бюро перепису населення США в 2010 році переписна місцевість мала площу 7,80 км², уся площа — суходіл.

## Демографія
Згідно з переписом 2010 року, у переписній місцевості мешкали 683 особи в 301 домогосподарстві у складі 180 родин. Густота населення становила 88 осіб/км².  Було 322 помешкання (41/км²).
Расовий склад населення:
| - 97,7 % — білих - 0,6 % — корінних американців - 0,6 % — азіатів - 0,1 % — чорних або афроамериканців |

До двох чи більше рас належало 1,0 %. Частка іспаномовних становила 0,9 % від усіх жителів.
За віковим діапазоном населення розподілялося таким чином: 20,1 % — особи молодші 18 років, 65,3 % — особи у віці 18—64 років, 14,6 % — особи у віці 65 років та старші. Медіана віку мешканця становила 41,5 року. На 100 осіб жіночої статі у переписній місцевості припадало 96,3 чоловіків;  на 100 жінок у віці від 18 років та старших — 99,3 чоловіків також старших 18 років.
Середній дохід на одне домашнє господарство  становив 45 761 долар США (медіана — 38 073), а середній дохід на одну сім'ю — 51 331 долар (медіана — 48 194). За межею бідності перебувало 21,0 % осіб, у тому числі 20,1 % дітей у віці до 18 років та 4,6 % осіб у віці 65 років та старших.
Цивільне працевлаштоване населення становило 311 осіб. Основні галузі зайнятості: освіта, охорона здоров'я та соціальна допомога — 30,5 %, сільське господарство, лісництво, риболовля — 20,3 %, мистецтво, розваги та відпочинок — 9,0 %, науковці, спеціалісти, менеджери — 7,4 %.